# Halil İbrahim Akçay
Halil İbrahim Akçay (* 14. Oktober 1960 in Trabzon) ist ein ehemaliger türkischer Fußballspieler. 

## Karriere
Halil İbrahim Akçay begann seine Karriere 1980 bei Trabzonspor. In seiner ersten Spielzeit bei Trabzonspor kam Akçay zu acht Ligaspielen und wurde zudem türkischer Meister. In der Folgesaison waren es 14 Ligaspiele und der Abwehrspieler wechselte zur Saison 1982/83 zu Galatasaray Istanbul.
In seiner ersten Saison für die Gelb-Roten spielte der Abwehrspieler in sieben Ligaspielen. Im Mai 1985 gewann er mit Galatasaray den türkischen Pokal. 1986 wechselte Akçay zu Diyarbakırspor und beendete einige Monate später seine Karriere.

## Erfolge
Trabzonspor
- Türkischer Meister: 1981

Galatasaray Istanbul
- Türkischer Fußballpokal: 1985